# Gerson Rodrigues (ur. 1995)
Gerson Rodrigues Correia Leal (ur. 20 czerwca 1995 w Pragal) – luksemburski piłkarz portugalskiego pochodzenia występujący na pozycji pomocnika lub napastnika.

## Kariera klubowa
Wychowanek FC Metz. W 2013 roku rozpoczął karierę piłkarską w Swift Hesperange. Potem grał w klubach Racing FC Union Luksemburg, Fola Esch i SC Telstar. 30 stycznia 2018 podpisał kontrakt z Sheriffem Tyraspol. 16 stycznia 2019 przeniósł się do japońskiego Júbilo Iwata. 2 sierpnia 2019 zasilił skład Dynama Kijów. 31 stycznia 2020 został wypożyczony do Ankaragücü. W 2021 był wypożyczony do Troyes AC, a w 2022 wypożyczono go do Eyüpsporu.

## Kariera reprezentacyjna
25 marca 2017 zadebiutował w reprezentacji Luksemburga w przegranym 1:3 meczu eliminacyjnym do MŚ z Francją.

## Sukcesy
Sheriff Tyraspol
- mistrzostwo Mołdawii: 2018

Dynamo Kijów
- mistrzostwo Ukrainy: 2020/21
- Puchar Ukrainy: 2020/21
- Superpuchar Ukrainy: 2019, 2020

Slovan Bratysława
- mistrzostwo Słowacji: 2023/24